# Les Coberterades

Les Coberterades, respecte del terme d'Abella de la Conca

Les Coberterades és un indret i partida del terme municipal d'Abella de la Conca, a la comarca del Pallars Jussà, a la vall de Carreu.
És al costat nord de la vall del riu de Carreu, a la dreta del barranc de les Coberterades i del barranc dels Cóms de Carreu. És un dels contraforts meridionals de la Serra de Boumort. A l'extrem oriental de les Coberterades, al nord-est de la Serra de l'Andreu es troba el Roc de les Cases. Les Coberterades és un paratge molt extens, que s'allargassa al vessant septentrional de la vall.